# Ibn Hudayl
 (décembre 2022).
Œuvres principales
Kitab tuhfat al-anfus wa'si'ar sukkan al-Andalus
Ibn Huḏayl, ou Ibn Hudhayl, est un lettré, écrivain, poète et faqîh grenadin de la fin du XIVe siècle. Son nom complet était Abū l-Ḥasan ‘Alī ibn ‘Abd al-Raḥmān ibn Huḏayl ibn Muḥammad ibn Huḏayl al-Fazārī al-Andalusī (arabe : أبو الحسن علي بن عبد الر حمن بن هذيل بن محمد بن هذيل الفزاري الادلسي).
Ibn Hudayl est surtout connu pour ses œuvres de furûsiyya dédiées aux émirs nasrides.

## Biographie
Les origines de ce savant ne sont pas bien connues, aucun ouvrage biographique ne lui consacrant de notice. Il naquit probablement à Grenade avant 1349, soit 750 dans le calendrier hégirien. Louis Mercier (1879-1945) déduit qu’il naquit vers 1329, en supposant qu’il écrivit son premier traité de furūsiyya, intitulé Kitab tuḥfat al-anfus wa-shiʿār sukkān al-Andalus, à trente ans, sous l’émir Mohammed V, auquel cette œuvre est dédiée.
Il appartenait a une grande famille de Grenade issue de la tribu des Banū Huḏayl, une tribu se réclamant de la lignée de ‘Adnān, ayant migrée du Hedjaz pour s’installer en al-Andalus.
Ce juriste était également féru de littérature et de politique. Il suivit l’enseignement en théologie du qāḍī l-jamā‘a Abū l-Qāsim al-Ḥasanī al-Sharīf de Grenade (mort en 760/1359), et apprit l’arithmétique sous la tutelle du juriste et ministre Abū Ja‘far al-Jayyānī. Mais l’une de ses influences majeures fut ‘Abd Allāh ibn Muḥammad ibn Juzayy al-Kalbī (mort après 810/1408) sous l'égide duquel il étudie l'hippologie. Il était l’auteur d’un ouvrage sur les chevaux, sujet très largement traité dans l’œuvre d'Ibn Hudayl. Proche des gouverneurs de Grenade, il est probable qu’Ibn Hudayl fut à leur service dans le dīwān  de l’Alhambra. Il était aussi proche des émirs auxquels il dédicaça ses ouvrages, et fut même invité par Yūsuf II à réciter un long poème en son honneur à l’occasion de la cérémonie de ‘aqīqa pour son fils héritier, le 19 juin 1409. À la fin de sa vie, dans ses œuvres dédiées à Mohammed V et Yūsuf III, Ibn Hudayl se plaint cependant de ses problèmes financiers et cherche à obtenir leur mécénat. Il mourut après le 19 juin 1409.

## Œuvres
La poésie d’Ibn Hudayl est parvenue que par fragments. Ibn Hudayl laisse neuf œuvres nommées, sous forme complète ou fragmentaire, aux côtés d’autres fragments non identifiés. 
Trois de ces autres œuvres représentent ses travaux majeurs. son œuvre maîtresse, le Kitab tuḥfat al-anfus wa-shiʿār sukhkān al-Andalus (mss B. N. Madrid, no 5095 et Escurial, Cod. 1652) dédiée à l’émir Mohammed V , fut probablement rédigée sous le premier règne de ce dernier. Le texte fut traduit en français sous le titre L'Ornement des âmes et la devise des habitants d'el-Andalus : Traité de Guerre sainte Islamique par Louis Mercier, et publiée à Paris, aux édition Paul Geuthner, en 1936.
La Tuḥfa est une œuvre importante de furūsiyya andalouse dédiée au d̲jihād. Elle explique en quarante chapitres l’importance du métier des armes pour les musulmans andalous. Les vingt premiers traitent de façon théorique et pratique des concepts tels que la frontière fortifiée ou ribāṭ, le rôle de l’Imam et l’organisation d’une armée. Les vingt autres chapitres traitent d’hippologie et expliquent en détails tout ce qui a trait au cheval et son à rôle pour la guerre.
- Ḥilyat al-fursān wa-shi‘ār al-shuj‘ān : cette œuvre représente le second volume de la Tuḥfa. Cet ouvrage fut traduit par Louis Mercier en français sous le titre La Parure des cavaliers et l’insigne des preux et publiée à Paris à l’édition Paul Geuthner en 1924. Il écrivit ce traité en 1392, date correspondant avec l’avènement au trône de Mohammed VII, auquel il dédie ce travail, abrégé probablement dans l’optique d’obtenir ses faveurs pour améliorer sa situation[10]. La détérioration des relations avec la Castille depuis la mort de Pierre Ier avait ravivé les discussions théoriques sur la défense militaire de l'émirat[11]. Son rôle et contenu est similaire au Kitab tuḥfat al-anfus wa-shiʿār sukkān al-Andalus[12]. Divisé en vingt chapitres, les quatorze premiers chapitres de cet ouvrage traitent du cheval, et les six derniers de maniement des armes et de l’équipement militaire[13].

- al-Fawā’id al-musaṭṭara fī ‘ilm al-bayṭara : un complément de la Tuḥfa, cette œuvre traitant de médecine équestre fut rédigée pour le sultan Mohammed V[5].

Ses six autres ouvrages parmi les neuf mentionnés appartiennent au genre littéraire de l'adab, et représentent une forme de divertissement lettré destiné aux gentil-hommes éduqués de la cour. 
- ʻAyn al-adab wa l-siyāsa wa-zayn al-ḥasab wa l-riyāsa : l’une de ses dernières œuvres, rédigée en l’honneur de son frère et pour l’éducation de son fils. C’est dans cet ouvrage de morale et de sciences politiques que l’on trouve trois autres œuvres plus anciennes sous forme fragmentaire, ainsi que deux extraits de textes religieux.
- Maqālāt al-udabā’ wa-munāẓarāt al-nujabā’ : ouvrage dédié à Mohammed V, de nature moralisante, contenant poésies, récits, humour et dictons. Préservé sous forme fragmentaire dans ʻAyn al-adab wa-l-siyāsa
- Taḏkira man ittaqā : le titre de ce livre d’éthique religieuse est mentionné à deux reprises dans ‘Ayn al-adab wa-l-siyāsa.
- Kamāl al-buġya wa l-nayl : le titre de ce livre est mentionné à deux reprises dans ‘Ayn al-adab wa-l-siyāsa. et traitait probablement de religion et d’éthique.
- Ṣifāt al-ḥusn wa l-jamāl wa-simāt al-malāḥa wa l-kamāl : œuvre fragmentaire de divertissement dédiée à la beauté féminine, faite pour Mohammed VII.
- Fukāhāt al-asmār wa-muḏahhabāt al-aḫbār wa-l-aš‘ār : œuvre de récréation intellectuelle dédiée à Yūsuf II, son attribution à Ibn Huḏayl n’est pas certaine.  Celle-ci se présente sous la forme d’une anthologie poétique entrecoupée d’anecdotes, de notes spirituelles et de devinettes[14]